# Estúdio de gravação

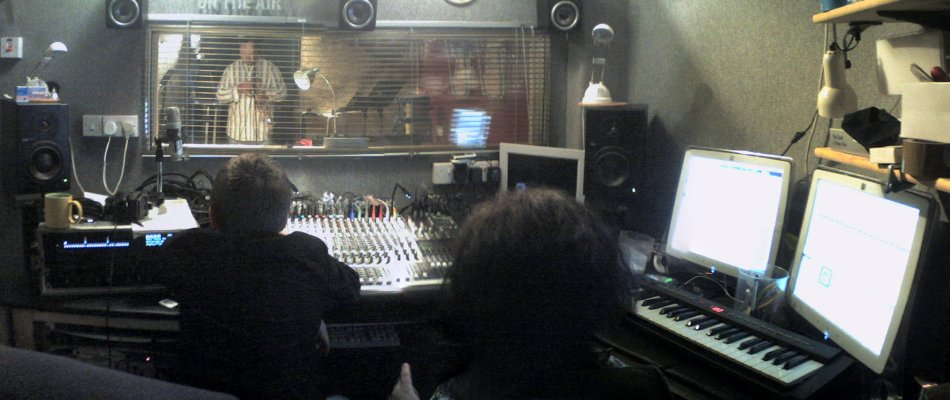
Gravação de um trompete em estúdio

Um estúdio de gravação é uma instalação física destinada à gravação de som. Idealmente, o espaço é projetado de forma a se obter as propriedades acústicas desejadas — difusão sonora, baixo nível de reflexões, reverberação adequada, etc. Diferentes tipos de estúdios se adequam a gravações de bandas e artistas, dublagens e sons para filmes, e mesmo a gravação de uma orquestra. Um estúdio de gravação típico consiste de uma sala, o "estúdio" propriamente dito, onde os instrumentistas e vocalistas fazem suas execuções; e a "sala de controle", onde estão os equipamentos de gravação e manipulação do som. Geralmente existem salas menores chamadas "cabines de isolamento", que se prestam à acomodação de instrumentos altos como uma bateria ou amplificadores de guitarra, de modo a isolá-los da captação dos microfones que capturam o som dos outros instrumentos ou vocalistas.

## Home studio
Um estúdio pequeno, para gravações e ensaios pessoais é geralmente chamado de home studio. Tais estúdios geralmente direcionam sua estrutura para as necessidades específicas de seu uso, geralmente com fins de hobby ou não-comerciais. Os primeiros home studios modernos surgiram em meados da década de 1980, com o advento de gravadores, sintetizadores e microfones mais baratos. O fenômeno floresceu com a queda dos preços de equipamentos e acessórios MIDI e mídias de armazenamento digitais de baixo custo.
A gravação de instrumentos com alta projeção sonora, como bateria, metais e guitarra, em um home studio é a mais difícil complexa. Baterias convencionais requerem isolamento acústico neste caso, ao contrário de baterias eletrônicas. Um som autêntico de amplificador de guitarra com distorção irá requerer um atenuador de potência; modeladores digitais de amplificadores são uma alternativa.
Um passo muito importante é escolher bem qual cômodo de sua casa será utilizado como seu Home Studio, alguns cômodos como quartos ou escritórios tendem a ter uma acústica natural interessante para gravações.
A ideia geral é que as salas com muitas paredes “lisas”, sem tapetes, armários ou estantes, acabam reverberando em excesso e deixando sua gravação “suja” e sem definição. Estas salas também atrapalham a sua audição via monitores e podem confundir os ouvidos!
Se você puder optar por um cômodo com tapetes, sofás, camas,Guarda Roupa, estantes, armários, terá um ambiente mais controlado, especialmente paredes ou móveis de madeira.
Muitas vezes os instrumentistas recorrem ao uso de samplers, mais baratos que os instrumentos reais.
A tecnologia facilitou nos últimos tempos a gravação de som. A captura pode ser feita conectando diretamente um instrumento musical ao computador, sem a necessidade de descarregar programas adicionais, utilizando um navegador de internet. O som fica armazenado na nuvem. Esse avanço gera grandes possibilidades como criar musica de forma colaborativa à distancia, enriquecendo o processo criativo.